# Rivolta di Praga
La rivolta di Praga (da non confondere con la Primavera di Praga del 1968) si è verificata dal 5 maggio all'8 maggio del 1945: la resistenza ceca e la popolazione di Praga si ribellarono all'occupazione tedesca. Negli scontri persero la vita circa 1 700 cechi e 1000 soldati tedeschi. La rivolta fu il preambolo alla liberazione della città dalle forze naziste che si ebbe formalmente con l'arrivo dell'Armata Rossa.

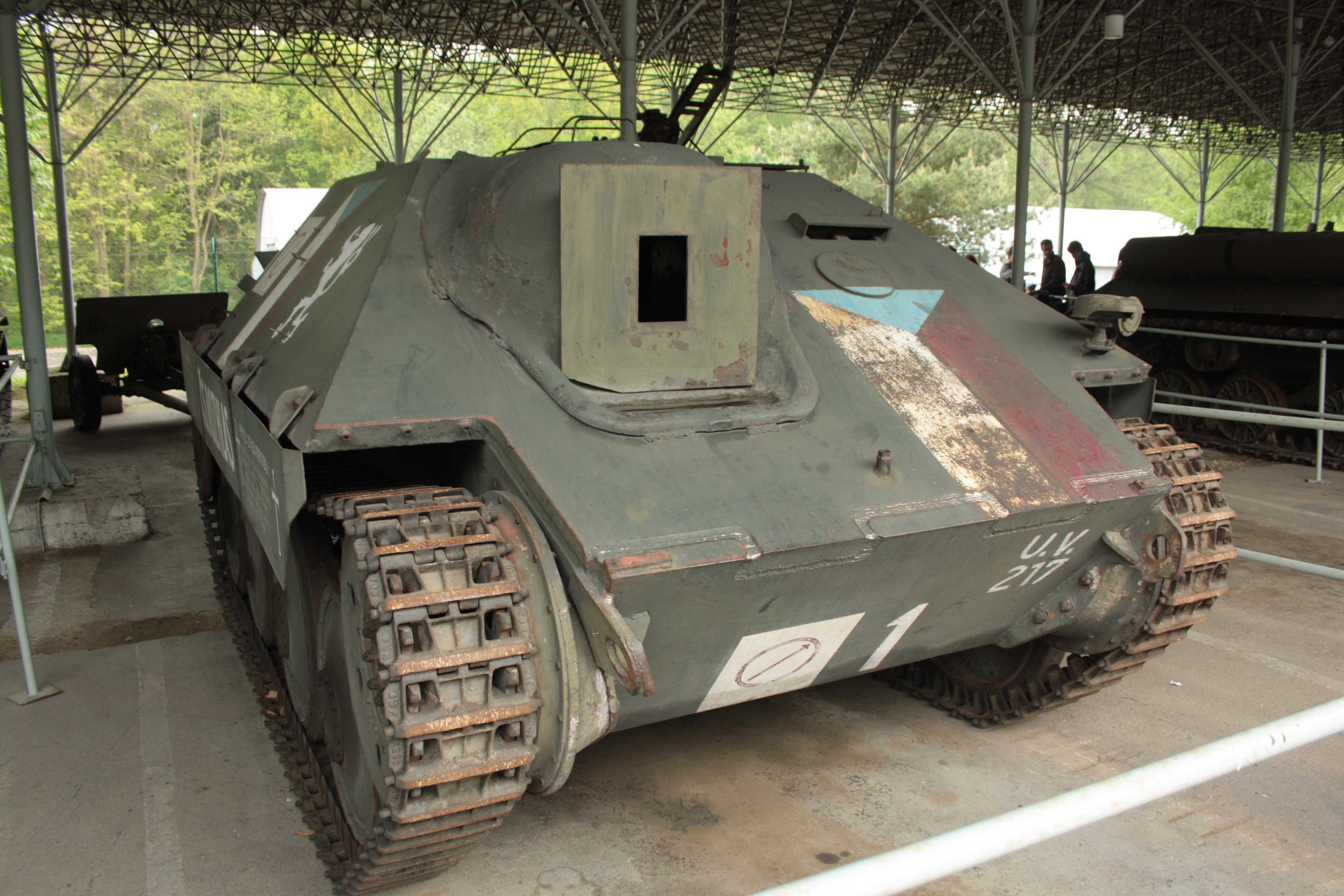
Jagdpanzer 38 (t) dirottato dai ribelli cechi durante la rivolta di maggio a Praga nel 1945. Central Bohemian Region, CZ

## Alla base della rivolta
L'occupazione nazista della Cecoslovacchia determinò la militarizzazione dell'economia, l'eliminazione dei diritti politici, la deportazione in Germania per lavori forzati; tutti questi fattori influirono sulla vita della popolazione ceca. L'oppressione non colpì solo la classe operaia, ma anche i "ceti medi“, i piccoli e medi imprenditori.
Il sentimento anti nazista e antifascista della popolazione di Praga si manifestò già dall'inizio dell'occupazione del Terzo Reich, basta ricordare la grande manifestazione del 28 ottobre 1939, in cui perse la vita lo studente Jan Opletal, e quella che si ebbe il successivo 15 novembre ai suoi funerali, alla quale i nazisti replicarono con un brutale attacco contro gli studenti, che portò alla chiusura di tutte le scuole superiori cecoslovacche; anche se Praga non fu mai una città di “collaborazionisti” e nemmeno una città della “resistenza”, non si può nascondere che gli anni dell'occupazione, pur non galvanizzando la popolazione locale, non abbiano lasciato cicatrici terribili e indelebili di una dittatura spietata e feroce.
Grazie all'apporto di comunisti, antifascisti cechi e con l'aiuto dei sovietici, fu possibile organizzare unità partigiane che guadagnarono gradualmente sempre maggior peso nella lotta di liberazione. Secondo ricerche più recenti, nella primavera del 1945, circa 120 unità partigiane grandi e piccole si unirono in un unico gruppo che annoverava 7 500 antifascisti. Essi presero parte alla "battle of the rails", in cui sabotarono le ferrovie e i trasporti stradali attaccando i treni delle truppe tedesche e danneggiando stazioni e ponti.
In questo periodo, a Praga, esistevano due tipi di organizzazioni e gruppi “illegali”: 
- organizzazioni e gruppi composti da patrioti che effettuavano una vera e propria lotta contro il nazismo; la più importante organizzazione fu il Partito Comunista di Cecoslovacchia.
- Gruppi composti da persone che nulla avevano in comune con la lotta al nazismo, ma che tentarono di realizzare un colpo di stato a proprio favore; questi ultimi non avevano il supporto della popolazione ed erano costituiti da ufficiali del Central Military Command, denominato Central National Committee in Prague.

In aggiunta a quanto detto in precedenza, l'avvicinarsi della fine della guerra ebbe un effetto galvanizzante sui residenti di tutta la Cecoslovacchia che rafforzò il desiderio di dimostrare, in modo esplicito, l'odio amaro verso gli occupanti tedeschi. In occasione del 68º anniversario della rivolta (5 maggio 2013), alludendo a ogni forma di dittatura Miloš Zeman (3º Presidente della Repubblica Ceca) ha, infatti, affermato: "La causa profonda è stata l'umiliazione crescente della nazione ceca e la perdita di dignità, perché la gente non poteva esprimere le proprie opinioni apertamente...".

## La vigilia
Dal 30 aprile al 1º maggio 1945, l'Obergruppenführer Karl Hermann Frank, comandante delle SS e della polizia, annunciò alla radio di Praga che avrebbe annegato qualsiasi rivolta in un "mare di sangue". Frank ordinò ai suoi militari di domare qualsiasi manifestazione di gioia, nelle strade di Praga, per l'imminente arrivo degli alleati e incaricò l'esercito e le forze di polizia tedesche di sparare a chiunque avesse disobbedito. Furono distribuiti volantini per dissuadere la popolazione dalla rivolta con il seguente testo:
Cittadini di Praga,
potete scegliere tra
combattere, devastazione e spargimento di sangue umano
oppure
pace, disciplina e benessere

Se scegliete la pace e la disciplina, continuerete ad avere il supporto della Germania senza perdita di vite umane in Repubblica Ceca e Moravia.
In caso di azioni contro la Germania, ci sarà l'ordine di opporsi con tutti i possibili mezzi militari, con il risultato di distruggere la vostra prosperità e creare un enorme campo di battaglia.
I ribelli diffondono false notizie alla radio. Non solo saranno responsabili delle loro azioni, ma anche delle vite degli innocenti che hanno vissuto in pace per 6 anni.
Voi potete ancora scegliere tra prosperità e deportazione, miseria, fame e morte.

Quartier Generale della difesa Tedesca in Repubblica Ceca e Moravia
Nell'analizzare il movimento di liberazione a Praga, alla vigilia della rivolta, un altro fattore da menzionare è il Consiglio Nazionale Ceco. Fu creato, dopo un lungo periodo di lavori preparatori, il 30 aprile 1945 su iniziativa dei comunisti e sindacalisti rivoluzionari. Esso era costituito da vari membri del fronte antifascista in rappresentanza di diverse forze sociali. 
Per il nucleo rivoluzionario del Consiglio Nazionale Ceco, l'elemento decisivo nella rivolta sarebbe stato la massa armata. Nei giorni precedenti la rivolta, ha cercato fortemente di paralizzare, con la forza, le attività di tutti coloro che volevano realizzare 'golpe' venendo a patti con i nazisti. Le proclamazioni martellanti e continue precedenti il 5 maggio, contenevano di solito messaggi con avvertimenti e minacce simili a:
“Prima della completa liberazione del nostro paese, è più che mai necessario per tutti voi, aver compreso la necessità, lo scopo e gli obiettivi di una lotta senza compromessi contro il nazismo, la necessità di organizzarsi in un'unità armata e di non cadere nelle provocazioni della Gestapo. Rifiutate tutti i tentativi di dividervi, tutte le provocazioni, tutte le manovre e le loro promesse”.

## Le giornate dell'insurrezione
Antonin Sum, avvocato coinvolto nel movimento di resistenza locale e futuro segretario personale di Jan Masaryk, ricorda bene quei giorni. Egli afferma che di fronte agli ultimi giorni della guerra, i Cechi non avevano altra scelta che combattere. Non farlo avrebbe significato lasciare il loro destino nelle mani dei loro occupanti:
"In quel momento la guerra non era ancora ufficialmente finita, era necessario fare qualcosa contro i tedeschi, perché si stavano concentrando attorno a Praga... Avrebbero distrutto il nostro paese, e probabilmente ciò rientrava nel piano di Hitler. Prima della sua morte, Hitler diede ordini severi di continuare la guerra fino alla completa distruzione."
Nel pomeriggio del 4 maggio ci furono le prime azioni contro gli occupanti; alcuni conducenti di tram rifiutarono di accettare pagamenti con moneta tedesca; nelle strade e nelle piazze cominciarono ad essere eliminate le insegne e le denominazioni tedesche. Si sentirono i primi spari. Molta gente si riversò per le strade; alcuni inneggiavano al presidente e al governo contro le forze di occupazione, altri, pur minacciati dalle SS con le pistole, cantavano l'inno e strappavano le bandiere con le svastiche. In una strada di Vršovice, sotto i colpi nazisti, cadde il primo civile ceco, Ladislav Posl, un conducente di tram simpatizzante del gruppo dei ‘Communist’. L'eco degli spari si sentiva da lontano e, in breve tempo, una crescente tensione si impadronì della gente che, senza nessun segnale e senza nessun ordine, cominciò spontaneamente ad eliminare ogni cosa tedesca.

### 5 maggio
Il 5 maggio era una giornata nuvolosa, diversa dagli altri giorni ordinari. Per ordine delle autorità di occupazione, migliaia di persone non andavano a lavorare; al sabato, infatti, le fabbriche di Praga erano chiuse: l'assembramento dei lavoratori era un pericolo difficile da fronteggiare in caso di ribellione. Questa tattica non era nuova; i nazi-fascisti avevano iniziato ad applicarla fin dall'inizio del 1944, quando i lavoratori dell'Italia settentrionale avevano preparato uno sciopero generale. Dichiarando il sabato ‘giorno non lavorativo’, cercavano di prevenire le riunioni dei lavoratori.
Alle 6 di mattina del 5 maggio, la Radio di Praga iniziò le sue trasmissioni del sabato con un annuncio beffardo: ‘It is just sechs o'clock', innescando la rivolta.
Alle 8 i tedeschi fecero annunciare, con gli altoparlanti, che erano severamente vietati assembramenti di gruppi con oltre 5 persone e il danneggiamento di simboli tedeschi.
Nonostante il fatto che la polizia, attuasse in alcuni punti una linea rigida sul rispetto degli ordini, la folla in strada continuò a crescere per tutta la mattina e le persone si ostinarono a cancellare i segni tedeschi sugli edifici.
Un gruppo di poliziotti cechi tentò di cogliere di sorpresa l'edificio-radio di via Vinohradská, senza rendersi conto della presenza delle SS che già si trovavano all'interno, ciò diede luogo ad aspri combattimenti. Con il frastuono dei combattimenti in sottofondo, la stazione radio continuò a trasmettere messaggi di sfida e a incoraggiare i cittadini a ribellarsi. Verso le 13:00 del 5 maggio 1945, i partigiani erano pronti a combattere. L'annunciatore radiofonico trasmise un appello alla nazione ceca di riversarsi per le strade di Praga costruendo delle barricate. Nel frattempo i partigiani occuparono la sede della Gestapo e il quartier generale della Sipo.
Nel pomeriggio del 5 maggio, il sindaco di Praga giurò formalmente fedeltà al Comitato Nazionale. I cechi continuarono le demolizioni dei segnali stradali e le scritte in lingua tedesca dei negozi, attaccarono i tedeschi e sequestrarono le loro armi.
Nelle restanti ore del 5 maggio, i nazisti tentarono di sedare la rivolta sferrando un attacco dall'esterno della città. L'intento di questa manovra era quello di unirsi con le forze tedesche che si erano posizionate all'interno. La notizia dei carri armati tedeschi e unità motorizzate diretti verso la capitale, raggiunse la resistenza dei cechi. Nelle ore serali del 5 maggio, il rapporti di forza tra gli insorti e i tedeschi iniziò a cambiare. Dopo una fase di predominio della resistenza, all'inizio della rivolta, seguì una fase di stabilizzazione che equilibrò le forze in campo.

### La notte delle barricate

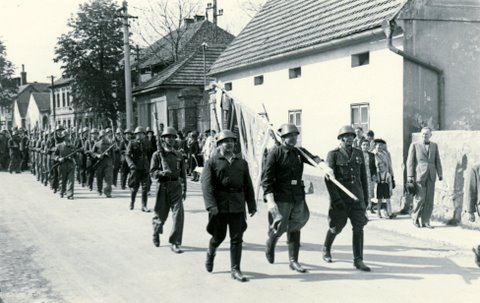
Waltrovka 1945 - Battaglione a jinonické Sokolovny

Nella notte del 5 maggio 1945, in diversi quartieri della città di Praga, furono erette barricate per respingere gli attacchi nazisti che, nonostante gli accordi di resa, continuarono ad attaccare la città ed anche la popolazione civile. La nazione ceca aveva vissuto circa cento anni di pace non avendo avuto più esperienze di lotta armata dal lontano e rivoluzionario anno 1848, perciò la lotta per la libertà, contro un nemico potente e crudele, trasse ispirazione dalle esperienze di altre nazioni. Il Consiglio Nazionale Ceco fece appello a tutti coloro che potessero contribuire alla lotta: soldati, polizia, gendarmi, e soprattutto cittadini armati che risposero a tale appello con una partecipazione che non ha eguali nella resistenza di altre città. Furono erette barricate con materiali di fortuna, alte circa un metro, con attrezzature più specialistiche quali missili anticarro, ma anche con ogni genere di oggetti inusuali per tale scopo quali ciottoli, orli dei marciapiedi, pentole, scatole, mattoni, sacchetti di sabbia, panchine, mobili di casa, pezzi d'arredamento, scatole, detriti, pezzi di ferro, idranti, pezzi di armadi, macchine, motociclette, pietre, cancelli, bus, locomotive, vagoni ferroviari, veicoli di vario tipo e tutto ciò che potesse essere utile per costituire un ostacolo all'avanzata dei nazisti. È difficile descrivere l'entusiasmo con cui la gente partecipò a tali azioni; dalla mezzanotte fino alle 6 del mattino quasi tutti i quartieri furono testimoni degli enormi sforzi umani per erigere tali barricate: in totale se ne contarono circa 1600, disseminate in tutta la città, alla costruzione delle quali parteciparono circa 100 000 persone tra la gente comune. I più attivi furono proprio artigiani, impiegati, donne e operai, ma anche bambini. Tutti volevano liberare la loro amata città dai nazisti; la bestialità nazista aveva raggiunto livelli così orribili e disumani che, ovunque, la popolazione voleva dare il proprio contributo alla resistenza, anche a costo della propria vita. Si sviluppò un cameratismo che non eguagliava neppure quello dell'esercito e che era la prova tangibile del carattere antifascista della popolazione. Le barricate non facevano parte di nessun piano militare, furono conseguenza della volontà e della determinazione della popolazione ed esprimevano la forza e la potenza dell'iniziativa popolare che pur spontanea, risultò organizzata e ben coordinata. Naturalmente l'avanzata dell'esercito sovietico stimolò fortemente l'insurrezione di Praga così come le comunicazioni all'interno della città e il suo sistema di difesa.

### I combattimenti del 6 e 7 maggio
“Ogni barricata avrebbe il diritto di essere raccontata” scrisse uno dei partecipanti all'insurrezione, desolato di essere incapace di descrivere e trasmettere ai lettori tutta la ricchezza di ciò che avvenne in quei 2 giorni di combattimenti. 
Le barricate divennero il centro dei combattimenti nei giorni del 6 e 7 maggio con gli slogan “Morte ai nazisti”, “Sopra i nostri cadaveri” e “Loro non passeranno”. La mattina del 6 maggio, attraverso il canale della radio Praga 1, la propaganda nazista cercò, con ogni mezzo, di terrorizzare i cittadini, scoraggiandoli ad opporsi. La popolazione doveva consentire la libera circolazione dei mezzi nazisti e delle varie unità nei territori in cui le truppe tedesche lottavano contro l'esercito russo. Coloro che si fossero opposti erano descritti come irresponsabili, sovversivi e che avrebbero distrutto la pace nel Protettorato.
I nazisti cercarono di domare la resistenza tramite le unità SS che, avanzando da sud lungo le rive est e ovest del fiume Moldava, avevano sfondato molte delle barricate erette nei quartieri di Pankrac, Michle, Modrany ed altri numerosi quartieri.
Il 7 maggio l'offensiva nazista ebbe maggior successo del giorno precedente: gli insorti persero molto terreno, e tanti vennero obbligati ad evacuare le barricate, ma, in alcune zone come Holesovice e Letna, i nazisti dovettero arretrare e il generale Carl Friedrich von Puckler, comandante delle truppe tedesche, ordinò di trasformare Praga in un mucchio di rovine, così come Varsavia.

### Il terrore nazista
L'ordine nazista mostrò la faccia brutale degli occupanti anche nelle ore finali della guerra, quando la sconfitta era evidente. Le orribili parole di von Puckler non rendono giustizia a ciò che di scioccante venne testimoniato: il profilo "morale" che i nazisti avevano tenuto durante tutta la guerra, Schorner's "schorched earth tactics" (tattica della terra bruciata), fu attuato anche a Praga. In tanti comunicati dei presidi nazisti nei vari territori occupati, i soldati tedeschi sono descritti come innocenti attaccati senza ragione, mentre, invece, la tattica degli orrori permise loro di avanzare in molti campi di battaglia di Praga. Il 6 e 7 maggio, le armi tedesche ruppero le barricate al Ponte Trojsky, a Zizkov, a Pankrac e in altri punti della città. La furia nazista si espresse anche in altri modi più brutali e orribili, così come era avvenuto a Varsavia, soprattutto contro la popolazione civile e non contro i militari.
I tedeschi sequestrarono donne, uomini e bambini e li obbligarono ad avanzare davanti ai loro carri armati contro le barricate, trasformandoli in scudi umani (questa tattica aveva successo poiché i loro concittadini non potevano sparare su persone innocenti e inermi). In altre zone, il risultato delle tattiche naziste fu ancora più terribile: al Ponte Trojsky i nazisti obbligarono persone di Kolinda ad avanzare davanti ai carri armati con bandiere bianche di resa, fucilandoli poi senza pietà; sterminarono intere famiglie, uccidendo brutalmente bambini senza alcuna pietà. Le scene di famiglie trucidate porta a porta, casa per casa, furono descritte in tutta la città da numerose testimonianze. Anche gli appelli della Croce Rossa Internazionale contro la crudeltà delle truppe occupanti non furono mai ascoltati e nessun capo nazista venne mai punito per le stragi di civili e per gli orrori compiuti in queste due notti di Praga.

### Gli eroi

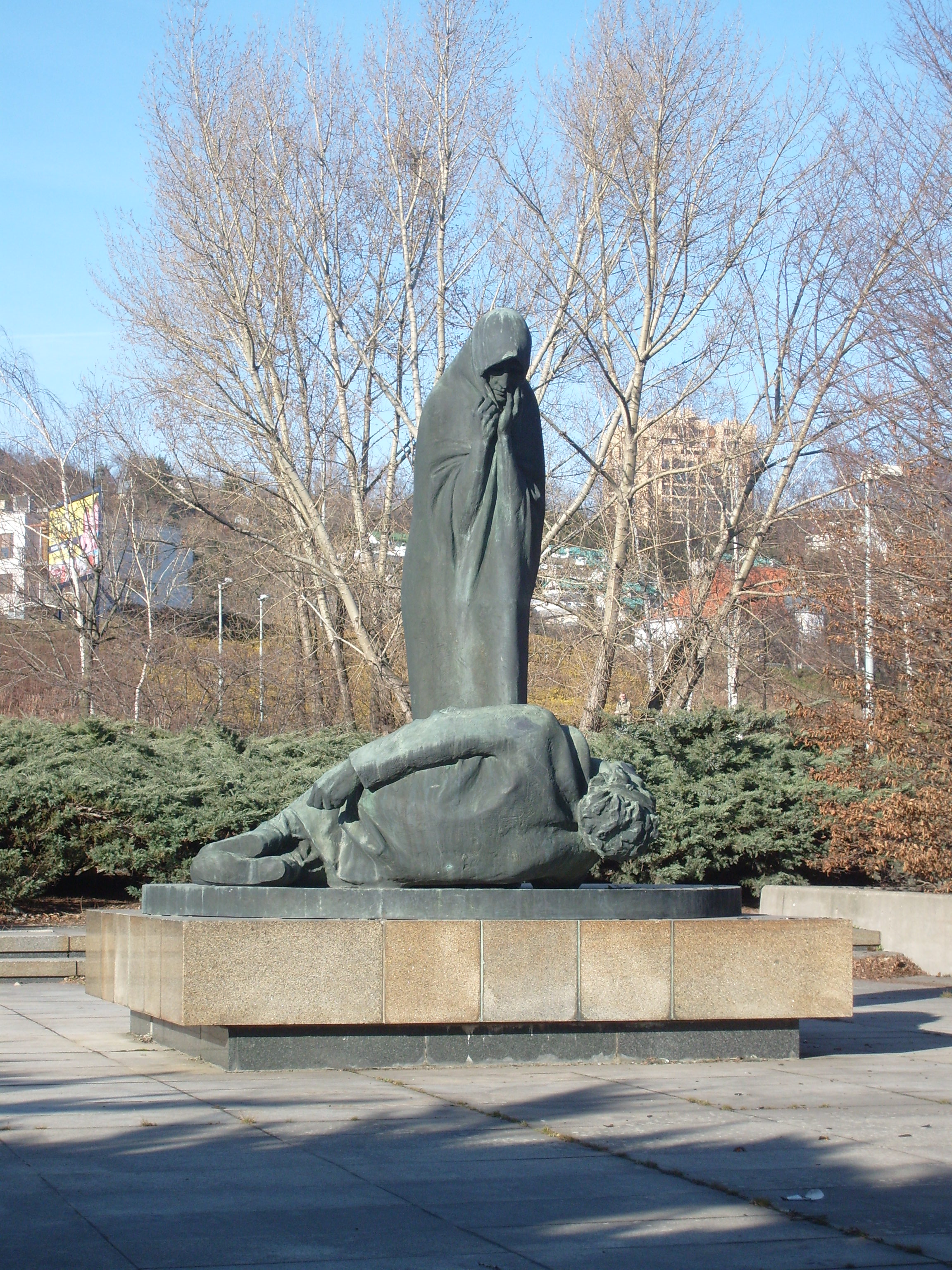
Scultura, vicino al ponte di Barikadniku a Praga, che celebra e glorifica i combattenti della rivolta

Ciò che avvenne in quei giorni testimonia che l'eroismo, al servizio di una giusta causa, non è la prerogativa di poche persone, ma delle masse. Nei giorni di Praga non spiccano figure storiche come Petrograd che hanno guidato la resistenza nella rivoluzione dell'Ottobre 1917, ma piuttosto centinaia di eroi anonimi, che hanno partecipato con la mente, il cuore e la coscienza all'insurrezione: talvolta questo eroismo è più potente delle tecniche moderne del nemico. La popolazione ha resistito nelle barricate anche con una sola pallottola, la gente comune ha compiuto gesti eroici, in modo spontaneo, con ciò che aveva, lottando fino all'ultimo e sacrificando anche la propria vita; gli eroi, che nella storia si sono distinti e ai quali sono dedicati monumenti, vie, strade, mausolei, qui sono rappresentati da lavoratori, operai, ferrovieri, artigiani che hanno fatto ogni sforzo senza rispondere ad ordini di superiori ma solo alla propria coscienza e alla loro sete di libertà dalle barbarie naziste.

### La notte del 7 maggio
Dopo due giorni di intensi combattimenti, il 7 maggio è la data storica in cui la Germania si arrese agli Alleati; ciò influenzò la situazione a Praga, gli appelli a combattere, a resistere si moltiplicarono ovunque nella città, perché la libertà, la fine dello sfruttamento e dell'oppressione era vicina e tutti furono chiamati a dare il proprio contributo. Dopo 6 anni di dominio nazista, sembrava davvero un miraggio.

### 8 maggio

#### La fine della rivolta
L'accordo fu siglato l'8 maggio quando il prezzo della rivolta era già molto alto in termini di vite umane. L'esercito russo era ancora lontano e la popolazione tentò, nonostante l'accordo, il tutto per tutto per resistere e bloccare l'avanzata dei nazisti. Infatti gli accordi non fecero cessare completamente i combattimenti che continuarono in numerose zone della città.
Il potere nazista non era stato ancora liquidato dopo la partenza delle forze tedesche. Le unità Waffen-SS continuavano a seminare terrore e ad eseguire gli ordini del 5 maggio, continuando ad uccidere innocenti in un ultimo tentativo disperato e bestiale di "opporsi alla storia".

#### L'Ultima Notte
La notte dell'8 maggio fu l'ultima della grande insurrezione di Praga e all'alba del 9 maggio ci furono gli ultimi combattimenti per la città. Un grande aiuto venne dato dall'esercito russo che stava entrando in città e che, alle 4 del mattino, raggiunse la periferia di Praga. Alle 8, la radio annunciò l'arrivo dell'Armata Rossa: i combattimenti si fecero aspri, i nazisti non si arrendevano e lottavano fino all'ultimo sangue.

## La liberazione

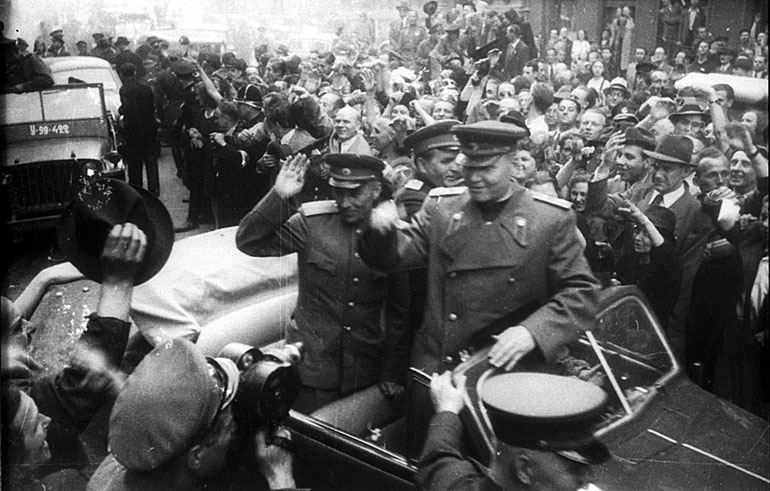
L'entrata dell'Armata Rossa in Praga, maggio 1945 - il maresciallo sovietico Konev

Il 9 maggio, quando il mondo intero festeggiava la liberazione dall'oppressione nazista, Praga fu completamente liberata dai tedeschi. Oltre alla liberazione si festeggiò la fratellanza tra l'Unione Sovietica e la Cecoslovacchia e scene commoventi e indescrivibili si verificarono ovunque, come ad esempio quella del corpo senza vita di una ragazza, uccisa dai nazisti davanti alle barricate, e vicino a lei un soldato russo, trucidato, che era uscito dal carro armato per soccorrerla.
Migliaia e migliaia di cittadini di Praga accolsero le truppe sovietiche, e si dice che in tutta Europa mai esercito fu accolto con tanto calore, entusiasmo e gioia come i russi dai cecoslovacchi. Il 9 maggio divenne il giorno più glorioso e antinazista di Praga: si celebrò la vittoria, la fine del dolore e delle sofferenze, onorando le vittime dei combattimenti. La popolazione ceca non si aspettava l'arrivo delle truppe russe e aveva fatto di tutto per resistere.

## Dopo i combattimenti
Anche quando i combattimenti cessarono, gli uomini delle Waffen-SS continuarono ad uccidere innocenti, tra cui il Professor Weber, che aveva vissuto nell'Unione Sovietica e si era espresso varie volte sul loro sistema. Durante la guerra si era preso cura dei bambini del quartiere, cercando di distrarli in ogni modo dagli orrori, con giochi e trucchi facendoli ridere e dimenticare per un attimo la situazione che stavano vivendo. Altre persone furono trucidate senza pietà, ognuno con una sua storia. Lo scopo finale dell'insurrezione antinazista di Praga, ossia la fine dell'occupazione nazista, fu raggiunto il 9 maggio 1945.

## Film
- The Silent Barricade (film)
- Liberazione di Praga
- Liberazione della Cecoslovacchia
- Le stelle di maggio
- Armi per Praga

## Monografia
Bartosek, Karel. 1965. The Prague Uprising. Prague, Czech Republic: Artia